# طواف فلاندرز 2006
طواف فلاندرز 2006 هو سباق دراجات هوائية أقيم بتاريخ أبريل 2، تكون السباق من 1 مراحل وامتدّ لمسافة 258 كم بسرعة 39.67 كم/س، استغرق السباق 6 ساعة 30 دقيقة 14 ثانية.